# Jakovlev Jak-17
De Jakovlev Jak-17 (Russisch: Як-17) (NAVO-codenaam: Feather of Magnet) was een vroege Sovjet straaljager ontwikkeld uit de Jak-15.
Een prototype, aangeduid met Jak-15U, vloog voor het eerst in 1947. Het belangrijkste verschil was het onderstel, dat geen staartwiel meer had, maar nu een neuswiel. In maar 1948 werd hij in productie genomen onder de aanduiding Jak-17. Hij werd voor het eerst aan het publiek getoond op de Sovjet Luchtvaartdag van 1949 in Toesjino. Er werden twee varianten gebouwd, de Jak-17 eenzits straaljager, en de Jak-17UTI twee-zits trainer.
De Jak-17 had, als een van de eerste Sovjet straaljagers, foutjes, zoals een lage snelheid en klein bereik en een onbetrouwbare motor, gebaseerd op de Duitse Junkers Jumo 004, met een gecompliceerde startprocedure. Aan de andere kant was zijn handelbaarheid heel goed en gelijk aan de populaire propelloraangedreven jagers Jak-3 en Jak-9, waardoor het een ideale machine werd voor de overstap van de proppeloraangedreven jagers naar de straalaangedreven jagers, met name in de trainingsvariant.